# Aranjuez
Aranjuez ist eine Stadt in der Autonomen Gemeinschaft Madrid in Spanien. Sie liegt rund 50 km südlich von Madrid am Südufer des Tajo. Der Jarama fließt im Norden an der Stadt vorbei und mündet zwei Kilometer westlich von ihr in den Tajo. Die Einwohner werden Ribereños oder arancetanos genannt.
Die Stadt besteht aus den folgenden Stadtvierteln: Centro (Innenstadt), Vergel, Olivas, Aves, Nuevo Aranjuez („Neu-Aranjuez“), Foso, Moreras und La Montaña („Der Berg“).
Aranjuez gehört seit 2001 zum UNESCO-Weltkulturerbe.

## Geschichte
Die Landschaft am Tajo gehörte in der Reconquista zum Herrschaftsgebiet des Santiagoordens, der in dem damals aus wenigen Häusern bestehenden Aranjuez ein kleines Jagdschloss errichtete. Die Katholischen Könige (Isabella I. und Ferdinand II.) waren bestrebt, die Macht des Ordens zu beenden. Ferdinand II. gelang es, 1493 von Papst Alexander VI. als Verwalter des Ordens eingesetzt zu werden. Nach seinem Tod im Jahr 1516 folgte ihm Karl V. in der Verwaltung nach. Er machte Aranjuez zum königlichen Besitz. Er begann, das kleine Schloss und seinen Park auszubauen, und errichtete eine erste Brücke über den Tajo.
Philipp II. erklärte Aranjuez 1560 zur königlichen Sommerresidenz (real sitio). Er ließ den Palacio Real als standesgemäße Residenz erbauen, einen künstlichen Arm des Tajo direkt am Palast vorbei anlegen und auf der dadurch geschaffenen Insel einen Schlosspark anlegen. Darauf spielt der berühmte Beginn des Dramas Don Karlos von Schiller an: „Die schönen Tage in Aranjuez sind nun zu Ende.“ Das Gebiet war ausschließlich dem Hof und seinen Bediensteten vorbehalten. Die Zufahrt über Alleen und die Tajo-Brücke wurden kontrolliert. Erst 1656 wurde mit der Puente de Barcas die erste Brücke für die Allgemeinheit erbaut.
Unter den Bourbonenkönigen, beginnend mit Philipp V., wurden Palast und Schlosspark erweitert und im barocken Stil umgestaltet. Erstmals wurde auch die Ansiedlung von Hofbediensteten erlaubt. Ab der Mitte des 18. Jahrhunderts war die Ansiedlung der Allgemeinheit zugelassen. Dazu wurde eine Stadtplanung geschaffen, die bis heute die Innenstadt prägt.
In Aranjuez wurde am 12. April 1772 zwischen Frankreich und Spanien ein Vertrag geschlossen, in dem Spanien der anderen Vertragsseite gegen Großbritannien beizustehen versprach.
Am 18. März 1808 brach in der Stadt die spanische Revolution aus, die den Friedensfürsten Godoy stürzte sowie König Karl IV. zur Abdankung zwang. Schließlich trat hier im selben Jahr am 25. September die Zentraljunta zusammen.
In der Nacht vom 2. auf 3. Mai 2018 brannte der 1761 erbaute Palacio de Osuna de Aranjuez.

## Kultur
- Universität: Hochschule Philipp II., die zur Universität Complutense Madrid gehört.
- Die Universität Rey Juan Carlos (URJC) veranstaltet in Aranjuez ihre Sommerkurse.

## Sehenswürdigkeiten
Aranjuez liegt in einem schönen, bewaldeten Tal. Die Altstadt weist eine regelmäßige Architektur auf, die an den holländischen Stil erinnert.
Die größte und bekannteste Sehenswürdigkeit der Stadt ist der 1727 von Pedro Caro errichtete Palast von Aranjuez, die ehemalige Sommerresidenz der spanischen Könige. Der Palast ist umgeben von weitläufigen Gärten mit Baumgruppen, Laubholzbeständen und Wiesen.

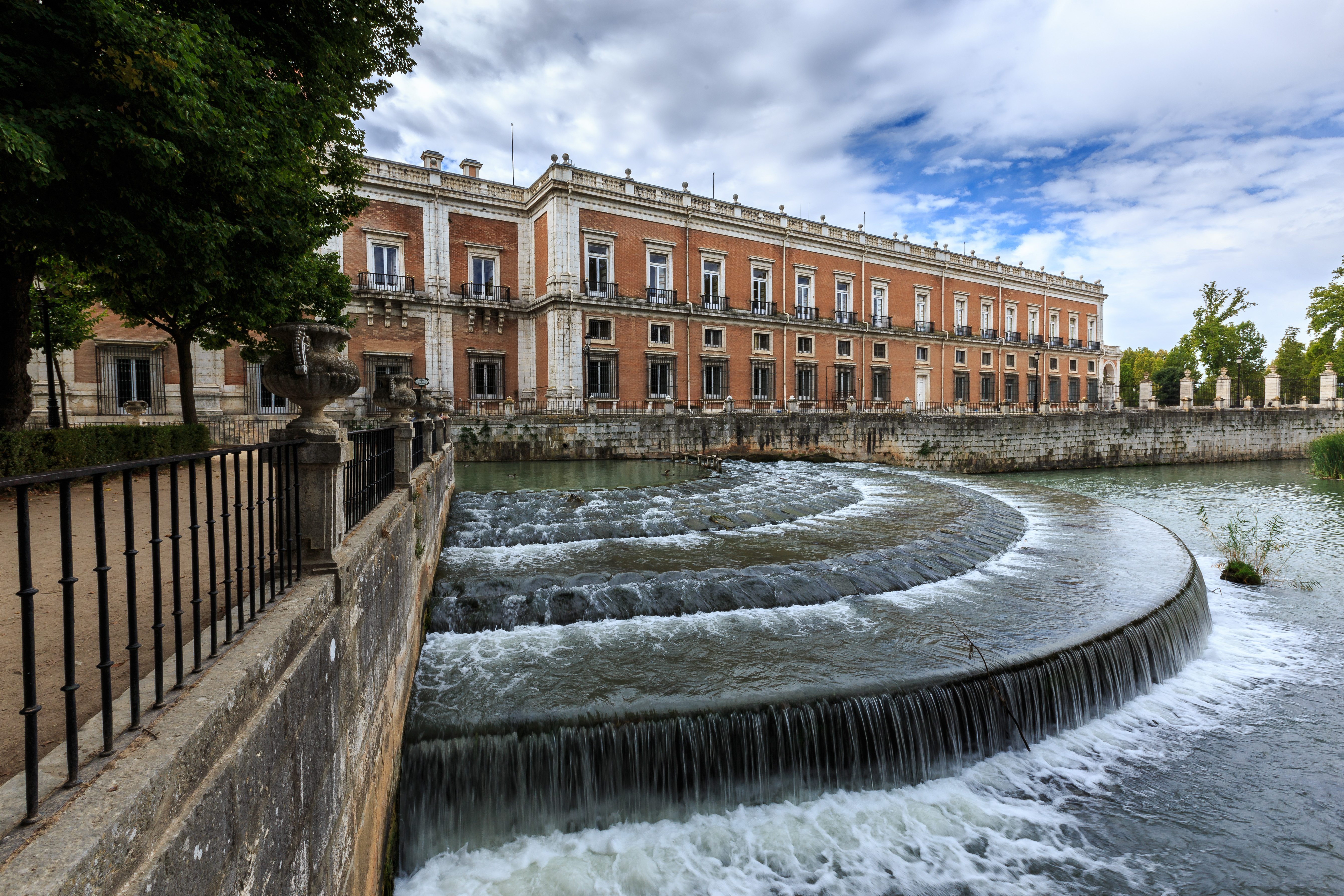
Palast von Aranjuez
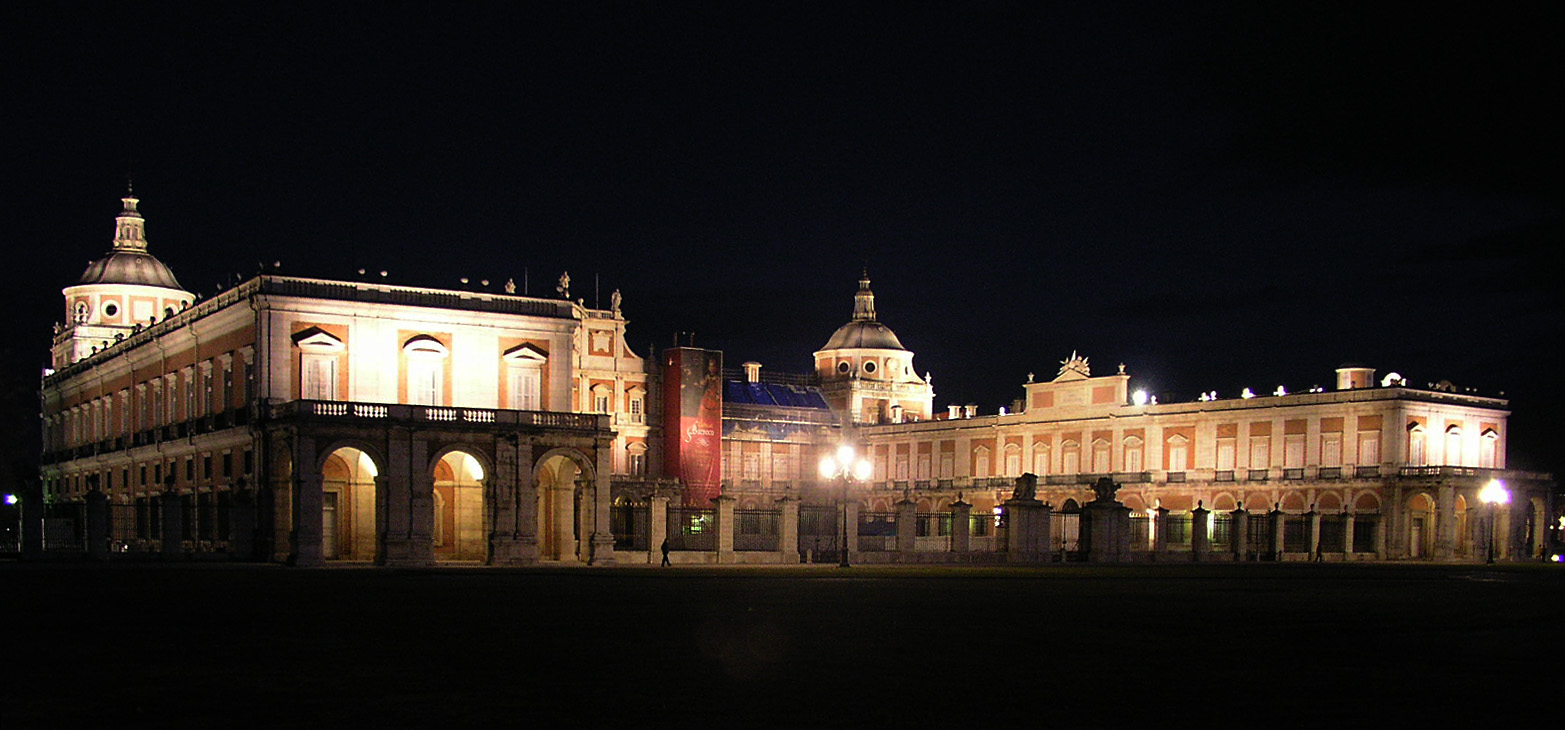
Königspalast bei Nacht
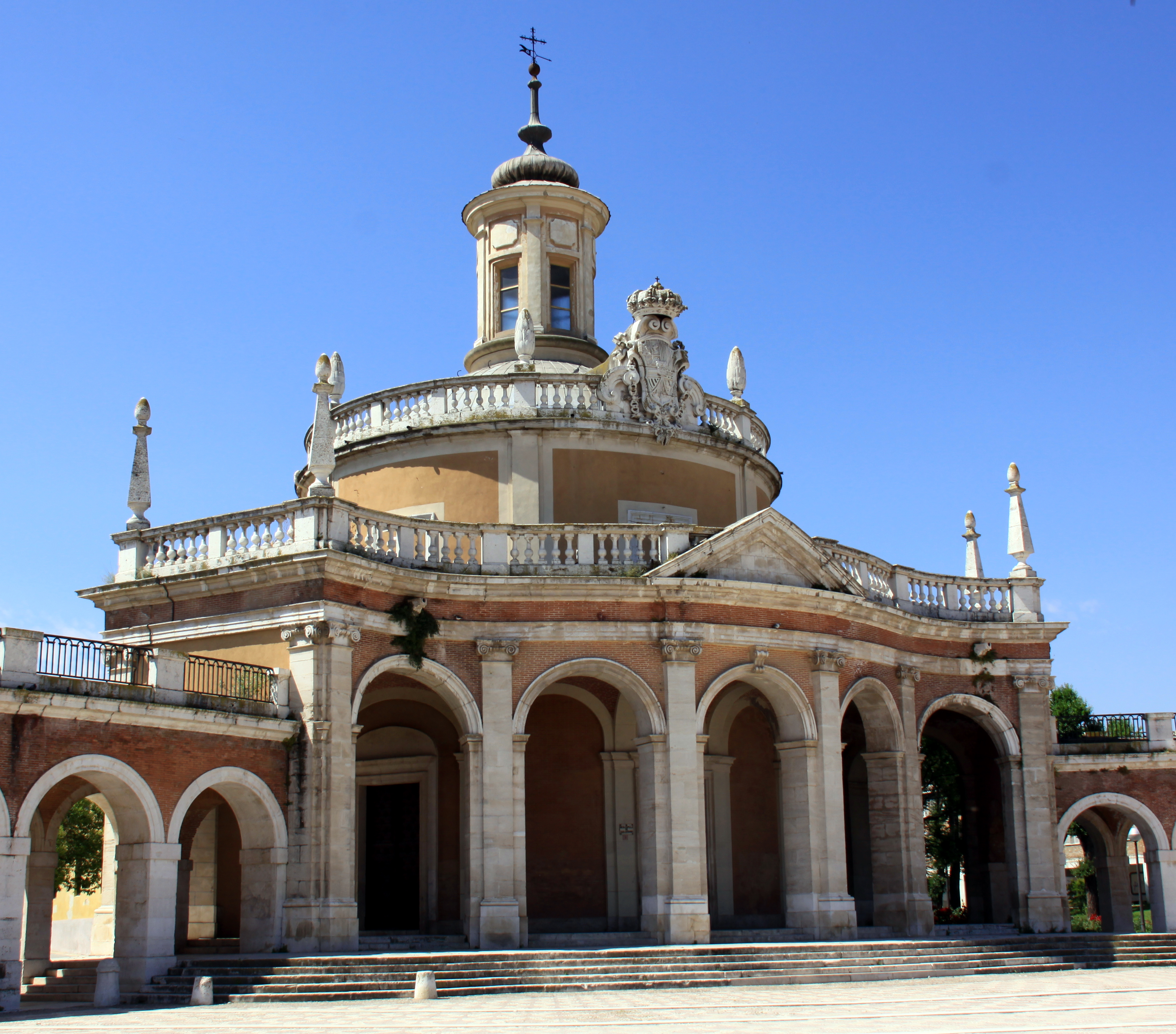
Iglesia Real de San Antonio

## Traditionen
Im Sommer ist es üblich, die Ausflugslokale am Tajo zu besuchen. Diese Lokale werden in Aranjuez (und nur dort) als gangos bezeichnet.

## Gastronomie
- Typische Produkte: Erdbeeren und Spargel.
- Auch Fasan-Gerichte sind typisch.

Die typischen Gerichte, wie z. B. Spargelomelette, sind jedoch oftmals sehr teuer.

## Stadtfeste, Messen und Festivals
Im Mai findet die Handwerksmesse „Alfaranjuez“ statt, genauso wie ein Folkmusik-Festival. Eine Messe für gebrauchte Autos findet auch im Mai statt.
Jährlich am 30. Mai gibt es das Stadtfest zu Ehren von Ferdinand III., dem Schutzheiligen der Stadt Aranjuez.
Zwischen Mai und Juni findet das „Festival der Alten Musik“ in Aranjuez statt.
Im Juni kann man die Buchmesse besuchen. Im September gibt es eine spezielle Messe für alte und gebrauchte Bücher.
In der ersten Septemberwoche sind die Feiern zum Gedenken der „Meuterei von Aranjuez“, die als „von nationalem touristischen Interesse“ (Fiestas de Interés Turístico Nacional) deklariert sind.

## Persönlichkeiten

### Söhne und Töchter der Stadt
- Francisco Clavet (* 1968), Tennisspieler
- Juan Luis Mora (* 1973), spanischer Fußballspieler
- Riki (* 1980), spanischer Fußballspieler
- Javier Portillo (* 1982), spanischer Fußballspieler
- Carlos Suárez (* 1986), Basketballspieler

### Persönlichkeiten, die in Aranjuez gewirkt haben
- Wilhelm Schulz (1805–1877), Geologe, in Aranjuez verstorben